# La Jeune Garde (film)
Pour plus de détails, voir Fiche technique et Distribution.
La Jeune Garde (en russe : Молодая гвардия, Molodaïa gvardiïa) est un film de guerre soviétique réalisé par Sergueï Guerassimov sorti en 1948. Le film est adapté du roman éponyme d'Alexandre Fadeïev. Le thème musical du film est composé par Dmitri Chostakovitch.

## Synopsis
L'histoire de la résistance durant l'occupation allemande de la ville de Krasnodon entre 1942 et 1943.

## Fiche technique
- Titre : La Jeune Garde
- Titre original : Молодая гвардия, Molodaya gvardiya
- Réalisation : Sergueï Guerassimov
- Second réalisateur : Tatiana Lioznova
- Scénario : Sergueï Guerassimov
- Photographie : Vladimir Rapoport
- Direction artistique : Ivan Stepanov
- Costumes : Elza Rapoport
- Musique : Dmitri Chostakovitch
- Son : Nikolai Pisarev
- Montage : Vladimir Sukhobokov
- Assistant réalisateur : Genrikh Oganessian
- Genre : film de guerre, film historique
- Production : Gorki Film Studio
- Format : 1,37:1 - 35mm - noir et blanc
- Durée : 171 minutes
- Langue : russe
- Sortie : URSS : 4 mars 1948

## Distribution
- Vladimir Ivanov : Oleg Kochevoï, jeune résistant
- Inna Makarova : Lioubov Chevtsova, jeune résistante
- Sergueï Gourzo : Sergueï Tioulenine, jeune résistant
- Nonna Mordioukova : Ouliana Gromova, jeune résistante
- Gueorgui Youmatov : Anatoli Popov, jeune résistant
- Boris Bitioukov : Ivan Zemnoukhov, jeune résistant
- Lioudmila Chagalova : Valeria Borts, jeune résistante
- Gleb Romanov : Ivan Turkenich, jeune résistant
- Karaman Mgeladze : Goergy Arutunyants, jeune résistant
- Viatcheslav Tikhonov : Vladimir Osmoukhine, jeune résistant
- Tamara Makarova : mère d'Oleg Kochevoï
- Viktor Khokhriakov : Protsenko, communiste
- Serge Bondartchouk : Andreî Valko
- Elena Anoufrieva : tante Vera
- Anatoli Tchemodurov : Sergueï Levachov
- Tamara Nossova : Valentina Filatova
- Nikolaï Figourovski (ru) : Anatoli Orlovski
- Evgueni Morgounov : Evgueni Stakhovitch, traitre
- Vladimir Ouralski : père d'Ouliana Gromova
- Sergueï Komarov : médecin
- Nikolaï Grabbe : allemand
- Vsevolod Sanaev : communiste
- Lioudmila Semenova : habitante de Krasnodon